# Fluttering Hearts
Fluttering Hearts è un film comico del 1927 con Charley Chase, diretto da James Parrott e prodotto da Hal Roach.
Il film fu distribuito il 19 giugno del 1927.

## Trama
Un padre propone alla figlia di sposare un ricco miliardario (Chase) che ha comprato una villa nei pressi della loro abitazione. Il caso vuole che egli le faccia leggere non la parte di giornale che parla del miliardario, ma una pubblicità di un negozio di biancheria femminile, cosicché lei in automobile si reca velocemente al luogo della svendita.
Un poliziotto la ferma, ma Charley, sopraggiunto in auto con lui, riesce a salvare la situazione. Nel frattempo il negozio ha appena aperto; nella folla si lanciano anche i tre personaggi, per accaparrarsi qi capi desiderati.
Intanto il padre della ragazza riceve una lettera da un gangster (Hardy)
la quale dice che richiede un pagamento di 10.000 dollari per aver fatto delle avance a sua sorella.
L'appuntamento è in un night club.
Così lui e Charley (che aveva scambiato per un parrucchiere!)
si avviano, ma l'ingresso è solo per coppie.
Charley ha un'idea geniale e fa travestire da donna il futuro suocero per farli entrare entrambi.
Purtroppo appena entrano viene scoperto l'imbroglio e i due se la danno a gambe, ma in seguito ritornerà Charley con un manichino donna.
Grazie ad un'altra brillante idea del miliardario che fa animare il pupazzo vicino a Big Bill, facendolo comportare come se la "finta ragazza" sia interessata a lui, questi abbocca (benché abbia un'altra ragazza) e "i tre" vanno a sedersi.
Stupidamente il gangster le mostra la lettera dicendo che diventerà ricco grazie ad essa e Charley velocemente la afferra e la nasconde nel reggiseno del manichino, dopodiché sferra un sinistro sul mento di Bill facendolo svenire.
Quando si riprende, egli in preda alla collera spara sul pupazzo; tutti accorrono pensando che sia un omicidio tra cui lo stesso Charley, ma sul più bello il fantoccio si rompe.
Dopo una battaglia a base di piatti lanciati, Charley fugge insieme al suocero, senza aver visto che la fidanzata aveva preso il posto del pupazzo per avere la lettera.
Charley la prende e la butta in un'auto, poi entra prendere il documento ma ne riesce con un occhio nero!